# Высокинский сельсовет (Пензенская область)
Высокинский сельсовет — сельское поселение в Башмаковском районе Пензенской области Российской Федерации.
Административный центр — село Высокое.

## История
Статус и границы сельского поселения установлены Законом Пензенской области от 2 ноября 2004 года № 690-ЗПО «О границах муниципальных образований Пензенской области».

## Население
| 2010  | 2012  | 2013  | 2014  | 2015  | 2016  | 2017  |
| ----- | ----- | ----- | ----- | ----- | ----- | ----- |
| 1205  | ↘1165 | ↘1127 | ↘1100 | ↘1084 | ↘1082 | ↘1044 |
| 2018  | 2021  |       |       |       |       |       |
| ↘1034 | ↘986  |       |       |       |       |       |

## Состав сельского поселения
| № | Населённый пункт | Тип населённого пункта       | Население |
| - | ---------------- | ---------------------------- | --------- |
| 1 | Высокое          | село, административный центр | ↘448      |
| 2 | Дружный          | посёлок                      | ↘591      |
| 3 | Змиевка          | посёлок                      | 7         |
| 4 | Ивановка         | деревня                      | 17        |
| 5 | Петровское       | село                         | ↘142      |